# Maurice Kunel
Jean Maurice Kunel, né le 25 mars 1883 à Herstal (Belgique) et mort en 1971, est un poète et journaliste belge.

## Biographie
En 1924, avec Arsène Heuse, Maurice Kunel crée l'hebdomadaire artistique et littéraire Liège-Echos, qui paraitra jusqu'en 1934.
Dans les années 1960, il est fondateur de l'association « Les Amis de Félicien Rops » et est coauteur d'une anthologie de référence des lettres écrites par Félicien Rops.

## Publications (sélection)
- Baudelaire en Belgique, Paris/Mons, Édition de la Société nouvelle, 1912, 140 p.
- Treize petits contes d'après maître Brueghel ,Bruxelles : Editions de la Soupente, 1921, 163 p.
- Aug. Donnay peintre de Wallonie, Vaillant-Carmanne, Liège, 1928
- François Maréchal aquafortiste, Liège, Éditions de l'œuvre des artistes, 1931
- La vie de Félicien Rops. D'après sa correspondance et des documents inédits, Bruxelles : F. Miette, 1937, 115 p.
- Félicien Rops : sa vie - son œuvre, Bruxelles : Office de publicité, 1943
- Baudelaire en Belgique, Liége : Editions Soledt, 1944, 211 p.
- La vie de César Franck : l'homme et l'œuvre, Grasset, 1947
- « Un drame intime révélé par la correspondance de Félicien Rops », in: Liège : La Vie wallonne[2], 1961
- Un tribun : Célestin Demblon, Bruxelles : Fondation Joseph Jacquemotte, 1964